# Bettina Valdorf
Bettina Valdorf (* 22. Oktober 1997) ist eine deutsche Sportschützin im Wurfscheibenschießen in der Disziplin Trap.

## Leben und Karriere
Valdorf nahm 2014 erstmalig bei den Deutschen Meisterschaften in München teil und wurde auf Anhieb deutsche Vizemeisterin in ihrer Altersklasse und ein Jahr später Deutsche Meisterin. Nach dem Einzug in den Juniorenkader nahm sie an internationalen Wettkämpfen teil und wurde bei der Europameisterschaft 2015 in Maribor mit der Mannschaft Vierte, 2016 bei der EM in Lonato stand sie im Finale und belegte dort den sechsten Platz, mit der Mannschaft gewann sie die Bronzemedaille. Beim Juniorenweltcup in Suhl wurde sie Fünfte und ebenfalls Dritte mit der Mannschaft. 2017 bei der EM in Baku wurde sie Vizeeuropameisterin und gemeinsam mit ihren Mannschaftskolleginnen Kathrin Murche und Marie-Louis Meyer Europameisterin. Bei der Weltmeisterschaft in Moskau verpasste sie knapp das Finale und wurde Achte, mit der Mannschaft belegte sie den vierten Platz.
Ab 2018 startet Bettina Valdorf im Erwachsenenkader, wo sie 2021 beim Weltcup in Osijek Dritte wurde. Bei den Weltcups 2022 in Baku, Changwon und Nikosia verpasste sie im Finale die Medaillenränge mit einem sechsten und zwei vierten Plätzen.
Als Sportsoldatin nahm sie 2019 an den CISM-Militär-Weltspielen in Wuhan teil und wurde Zwölfte.
Valdorf wurde bei Deutschen Meisterschaften seit 2014 neunmal Deutsche Meisterin, viermal Vizemeisterin und bekam dreimal Bronze.